# Marc Duez
Marc Duez (ur. 18 kwietnia 1957 roku w Verviers) – belgijski kierowca wyścigowy i rajdowy.

## Kariera
Duez rozpoczął karierę w międzynarodowych wyścigach samochodowych w 1978 roku od startów w Europejskiej Formule 3, gdzie jednak nie zdobywał punktów. W późniejszych latach Belg pojawiał się także w stawce Belgijskiej Formuły Ford, World Championship for Drivers and Makes, Europejskiej Formuły Ford 1600, Europejskiego Pucharu Formuły Ford, Amerykańskiej Formuły Super Vee, VW Castrol Europa Pokal, European Touring Car Challenge, FIA World Endurance Championship, Niemieckiej Formuły 3, Francuskiej Formuły 3, Porsche 944 Turbo Cup, IMSA Camel GTP Championship, World Sports-Prototype Championship, World Touring Car Championship, European Touring Car Championship, Belgian Touring Car Championship, 24-godzinnego wyścigu Le Mans, FIA Touring Car Challenge, Belgian Procar Touring Car Championship, Super Tourenwagen Cup, Belgian Procar, Global GT Championship, 24 Hours of Spa-Francorchamps, Porsche Supercup, IMSA World Sports Car Championship, Niemieckiego Pucharu Porsche Carrera, FIA GT Championship, American Le Mans Series, V8Star Germany, 24h Nürburgring, Le Mans Series, FIA GT3 European Cup, Blancpain Endurance Series, Volkswagen Scirocco R-Cup oraz Euro Racecar NASCAR Touring Series.
Od 1983 roku Belg startuje w wybranych rajdach zaliczanych do klasyfikacji Rajdowych Mistrzostw Świata WRC.

## Wyniki w 24h Le Mans
| Rok  | Zespół                               | Partnerzy                          | Samochód                  | Klasa  | Okr. | Poz. | Klasa Pos. |
| ---- | ------------------------------------ | ---------------------------------- | ------------------------- | ------ | ---- | ---- | ---------- |
| 1983 | Belga Team Joest Racing              | Jean-Michel Martin Philippe Martin | Porsche 936C              | C      | 9    | NU   | NU         |
| 1987 | Ecurie Ecosse                        | David Leslie Ray Mallock           | Ecosse C286-Ford Cosworth | C2     | 308  | 8    | 2          |
| 1988 | Mazdaspeed Co. Ltd.                  | Yoshimi Katayama David Leslie      | Mazda 767                 | GTP    | 330  | 17   | 2          |
| 1989 | Mazdaspeed Co. Ltd.                  | Yōjirō Terada Volker Weidler       | Mazda 767                 | GTP    | 339  | 12   | 3          |
| 1990 | Obermaier Racing                     | Jürgen Oppermann Harald Grohs      | Porsche 962C              | C1     | 140  | NU   | NU         |
| 1993 | Écurie Toison d’Or                   | Éric Bachelart Philip Verellen     | Venturi 500LM             | GT     | 267  | 25   | 9          |
| 1996 | Team Bigazzi SRL Team BMW Motorsport | Jacques Laffite Steve Soper        | McLaren F1 GTR            | GT1    | 318  | 11   | 9          |
| 1997 | Viper Team Oreca                     | Tommy Archer Soheil Ayari          | Chrysler Viper GTS-R      | GT2    | 76   | NU   | NU         |
| 1998 | Viper Team Oreca                     | Karl Wendlinger Patrick Huisman    | Chrysler Viper GTS-R      | GT2    | 28   | NU   | NU         |
| 1999 | Viper Team Oreca                     | Tommy Archer Justin Bell           | Chrysler Viper GTS-R      | GTS    | 318  | 12   | 2          |
| 2000 | Viper Team Oreca                     | Tommy Archer Patrick Huisman       | Chrysler Viper GTS-R      | GTS    | 324  | 12   | 5          |
| 2002 | DAMS                                 | Jérôme Policand Perry McCarthy     | Panoz LMP-1 Roadster-S    | LMP900 | 98   | NU   | NU         |